# 蓋斯貝格山 (薩爾茨堡州)
47°48′18″N 13°6′43″E / 47.80500°N 13.11194°E

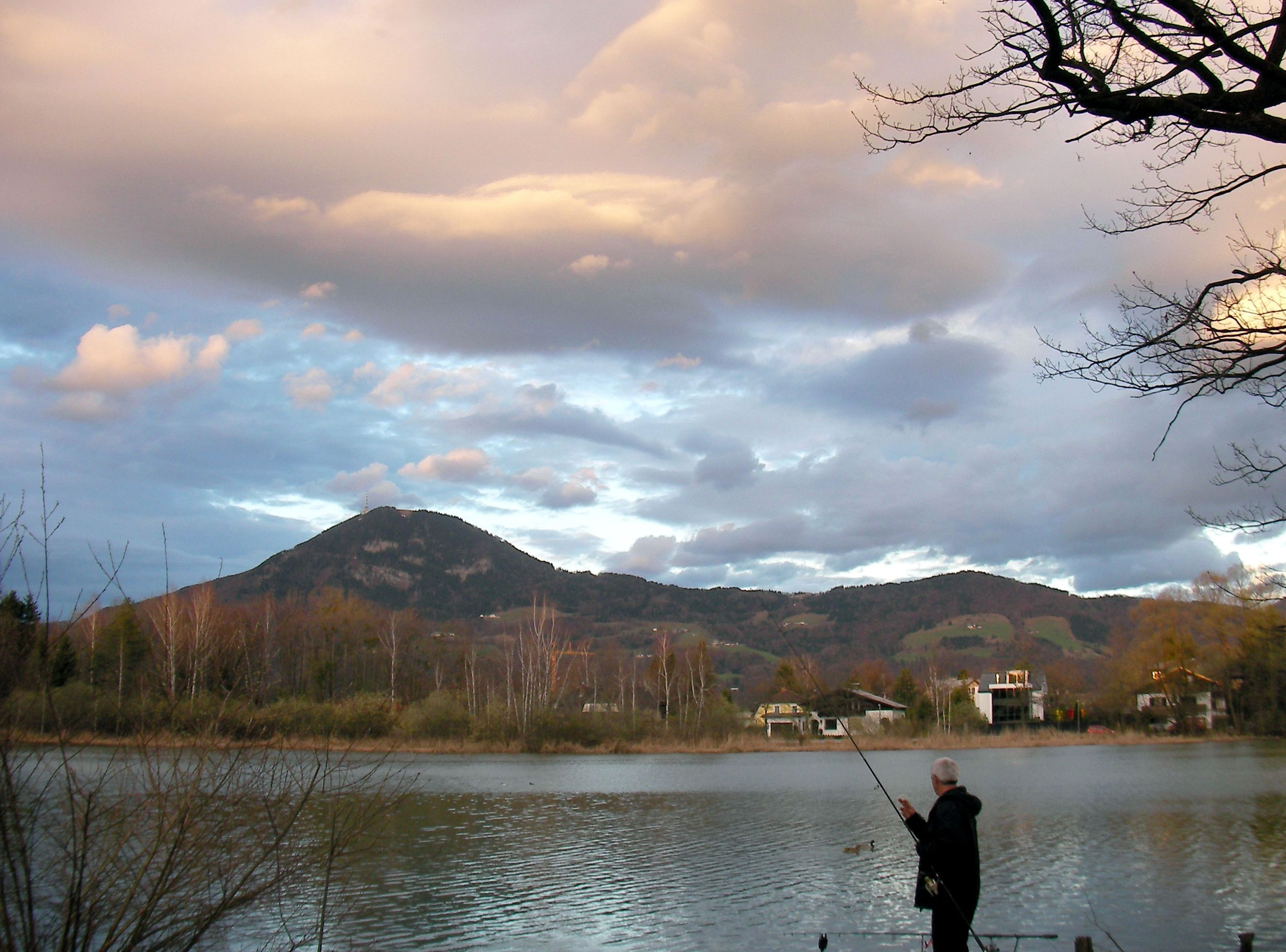

蓋斯貝格山（德語：Gaisberg），是奧地利的山峰，位於該國中部，由薩爾茨堡州負責管轄，屬於薩爾茲卡默古特山脈的一部分，海拔高度1,287米，每年平均降雨量1,894毫米。